# Aidil Zafuan
Aidil Zafuan (Seremban, Malasia; 3 de agosto de 1987) es un exfutbolista malasio que jugaba de defensa. Actualmente es asistente técnico de Héctor Bidoglio en el Johor Darul Takzim FC de la Superliga de Malasia.

## Carrera

### Club
| Periodo   | Club                  | Goles |
| --------- | --------------------- | ----- |
| 2005-2011 | Negeri Sembilan FA    | 11    |
| 2012      | ATM FA                | 3     |
| 2013–     | Johor Darul Ta'zim FC | 4     |

### Selección nacional
Debutó con Malasia en 2007, participó en la Copa Asiática 2007 y en los Juegos Asiáticos de 2014.

## Logros

### Club
Negeri Sembilan
- Sukma Games: 2004
- Malaysia Super League: 2005−06
- Malaysia Cup: 2009, 2011
- Malaysia FA Cup: 2010

Malaysian Armed Forces
- Malaysia Premier League: 2012

Johor Darul Ta'zim
- AFC Cup: 2015
- Malasia Charity Shield: 2015, 2016, 2018, 2019, 2020, 2021, 2022, 2023
- Malaysia Super League: 2014, 2015, 2016, 2017, 2018, 2019, 2020, 2021, 2022
- Malaysia FA Cup: 2016, 2022
- Malaysia Cup: 2017, 2019, 2022

### Selección nacional
Malasia U-18
- Lion City Cup: 2005

Malasia U-23
- Pestabola Merdeka: 2007
- Southeast Asian Games: 2009

### Individual
- FAM Football Awards : 2012 Anugerah Bola Sepak Kebangsaan 100Plus-FAM : Mejor Defensa – ATM FA
- FAM Football Awards : 2010 Anugerah Bola Sepak Kebangsaan 100Plus-FAM : Mejor Defensa – Negeri Sembilan
- FAM Football Awards : 2009 Anugerah Bola Sepak Kebangsaan 100Plus-FAM : Mejor Defensa – Negeri Sembilan
- Equipo Ideal de la AFC Cup : 2021[2]